# Gerlinde Doberschütz
Gerlinde Doberschütz, född den 26 oktober 1964 i Meiningen i Tyskland, är en östtysk roddare.
Hon tog OS-guld i fyra utan styrman i samband med de olympiska roddtävlingarna 1988 i Seoul.